# Bundaberg
Bundaberg là một thành phố của tiểu bang Queensland, Úc. Đây là thủ phủ của Khu vực chính quyền địa phương cùng tên và là một trung tâm thương mại, du lịch quan trọng của duyên hải miền trung Queensland và vùng Wide Bay-Burnett. Thành phố nằm bên bờ sông Burnett, cách thủ phủ bang Brisbane 385 km về phía bắc và cách bờ biển 15 km.
Theo kết quả điều tra dân số năm 2011, dân số toàn thành phố là 70.921 người (năm 2018).

## Tên gọi
Người ta cho rằng Bundaberg được ghép lại từ hai từ khác nhau: bunda trong tiếng thổ dân Kabi có nghĩa là một 'người đàn ông quan trọng' và tiếp vĩ ngữ berg trong tiếng Đức, có nghĩa là núi. Đối với nhiều người dân tại đây, Bundaberg vẫn thường đọc tắt thành Bundy.

## Khí hậu
Bundaberg có khí hậu cận nhiệt đới ẩm (Cfa) với mùa hè nóng ẩm và mùa đông ôn hòa, khô ráo. Một số khu vực nội địa của thành phố đôi khi có băng giá. Lượng mưa trung bình hàng năm là 935,9 mm (36,85 in).
| Dữ liệu khí hậu của Bundaberg             | Dữ liệu khí hậu của Bundaberg | Dữ liệu khí hậu của Bundaberg | Dữ liệu khí hậu của Bundaberg | Dữ liệu khí hậu của Bundaberg | Dữ liệu khí hậu của Bundaberg | Dữ liệu khí hậu của Bundaberg | Dữ liệu khí hậu của Bundaberg | Dữ liệu khí hậu của Bundaberg | Dữ liệu khí hậu của Bundaberg | Dữ liệu khí hậu của Bundaberg | Dữ liệu khí hậu của Bundaberg | Dữ liệu khí hậu của Bundaberg | Dữ liệu khí hậu của Bundaberg |
| Tháng                                     | 1                             | 2                             | 3                             | 4                             | 5                             | 6                             | 7                             | 8                             | 9                             | 10                            | 11                            | 12                            | Năm                           |
| ----------------------------------------- | ----------------------------- | ----------------------------- | ----------------------------- | ----------------------------- | ----------------------------- | ----------------------------- | ----------------------------- | ----------------------------- | ----------------------------- | ----------------------------- | ----------------------------- | ----------------------------- | ----------------------------- |
| Cao kỉ lục °C (°F)                        | 37.1 (98.8)                   | 38.6 (101.5)                  | 38.5 (101.3)                  | 33.0 (91.4)                   | 31.2 (88.2)                   | 28.8 (83.8)                   | 29.0 (84.2)                   | 31.1 (88.0)                   | 34.2 (93.6)                   | 35.8 (96.4)                   | 37.1 (98.8)                   | 37.6 (99.7)                   | 38.6 (101.5)                  |
| Trung bình ngày tối đa °C (°F)            | 30.7 (87.3)                   | 30.5 (86.9)                   | 29.6 (85.3)                   | 27.8 (82.0)                   | 25.1 (77.2)                   | 23.0 (73.4)                   | 22.7 (72.9)                   | 23.9 (75.0)                   | 26.1 (79.0)                   | 27.4 (81.3)                   | 28.9 (84.0)                   | 30.1 (86.2)                   | 27.2 (81.0)                   |
| Tối thiểu trung bình ngày °C (°F)         | 21.7 (71.1)                   | 21.7 (71.1)                   | 20.3 (68.5)                   | 17.7 (63.9)                   | 14.5 (58.1)                   | 12.0 (53.6)                   | 10.7 (51.3)                   | 11.2 (52.2)                   | 14.1 (57.4)                   | 16.8 (62.2)                   | 18.9 (66.0)                   | 20.7 (69.3)                   | 16.3 (61.3)                   |
| Thấp kỉ lục °C (°F)                       | 16.2 (61.2)                   | 15.7 (60.3)                   | 13.5 (56.3)                   | 8.3 (46.9)                    | 3.3 (37.9)                    | 1.3 (34.3)                    | 0.8 (33.4)                    | 1.7 (35.1)                    | 5.1 (41.2)                    | 7.5 (45.5)                    | 10.6 (51.1)                   | 11.0 (51.8)                   | 0.8 (33.4)                    |
| Lượng Giáng thủy trung bình mm (inches)   | 142.3 (5.60)                  | 161.9 (6.37)                  | 102.4 (4.03)                  | 45.0 (1.77)                   | 63.0 (2.48)                   | 52.0 (2.05)                   | 25.3 (1.00)                   | 33.3 (1.31)                   | 36.9 (1.45)                   | 84.1 (3.31)                   | 70.1 (2.76)                   | 118.1 (4.65)                  | 935.9 (36.85)                 |
| Số ngày giáng thủy trung bình             | 9.4                           | 10.0                          | 8.6                           | 5.8                           | 5.4                           | 4.5                           | 3.0                           | 3.4                           | 3.5                           | 5.5                           | 6.0                           | 7.7                           | 72.8                          |
| Độ ẩm tương đối trung bình buổi chiều (%) | 60                            | 62                            | 59                            | 57                            | 55                            | 53                            | 49                            | 47                            | 50                            | 55                            | 57                            | 58                            | 55                            |
| Nguồn: Cục Khí tượng Úc                   |                               |                               |                               |                               |                               |                               |                               |                               |                               |                               |                               |                               |                               |

## Thành phố kết nghĩa
Bundaberg kết nghĩa với:
- Nam Ninh, Trung Quốc (từ ngày 12 tháng 5 năm 1998)
- Settsu, Nhật Bản (từ ngày 9 tháng 11 năm 1998)